# Charles Saxon
Charles Saxon (né le 13 novembre 1920 à Brooklyn et le mort le 6 décembre 1988 à Stamford) est un dessinateur humoristique et illustrateur américain, notamment connu pour ses gags publiés à partir de 1956 dans The New Yorker.

## Prix et récompenses
- 1978 : Prix de la National Cartoonists Society de la publicité
- 1981 : Prix Reuben pour ses publicités
- 1981 : Prix de la NCS du dessin humoristique (magazine)
- 1987-88 : Prix de la NCS du dessin humoristique (magazine)